# Пусанская башня
Пусанская башня, Пусан Тауэр (кор. 부산타워, Пусан тхаво) — туристическая башня и маяк в Пусане, Республика Корея. Это один из символов города-метрополии Пусана и первая башня Республики Корея. Высота башни — 120 метров.

## История
Пусанская башня находится в парке Йондусан. Архитектором выступил На Санги (кор. 나상기), профессор университета Хонъик в Сеуле, строительство осуществили в 1973 году корпорация «Помджин» и туристическое бюро Товон. В 2012 году администрация города-метрополии Пусан установила линзу Френеля на башне и объявила Пусанскую башню самым высоким маяком в мире.